# Большая Сандата
Большая Сандата — река в России, протекает по Ростовской области. Устье реки находится в 55 км от устья Егорлыка по левому берегу. Длина реки составляет — 53 км, площадь водосборного бассейна — 526 км². В 12 км от устья, по правому берегу впадает река Малая Сандата.

## Данные водного реестра
По данным государственного водного реестра России относится к Донскому бассейновому округу, водохозяйственный участок реки — Егорлык от Новотроицкого гидроузла и до устья, речной подбассейн реки — бассейн притоков Дона ниже впадения Северского Донца. Речной бассейн реки — Дон (российская часть бассейна).
Код объекта в государственном водном реестре — 05010500612107000017192.